# Befreiungsarmee von Preševo, Medveđa und Bujanovac
Die Befreiungsarmee von Preševo, Medveđa und Bujanovac (Albanisch: Ushtria Çlirimtare e Preshevës, Medvegjës dhe Bujanocit, UÇPMB) war eine albanische militante aufständische Gruppe, die für die Abspaltung von der Bundesrepublik Jugoslawien für drei Gemeinden kämpfte: Preševo, Medveđa und Bujanovac, in denen die meisten Albaner in Südserbien leben, die an das Kosovo angrenzt. Von den drei Gemeinden haben zwei eine ethnische albanische Mehrheit, während Medveđa eine bedeutende Minderheit von ihnen hat.
Die Uniformen, Verfahren und Taktiken der UÇPMB spiegelten die der damals frisch aufgelösten Kosovo-Befreiungsarmee (UÇK) wider. Die 1.500 Mann starken Paramilitärs starteten den Aufstand im Preševo-Tal von 1999 bis 2001 mit dem Ziel, diese Gemeinden an das Kosovo anzuschließen. Die EU verurteilte den „Extremismus“ und den Einsatz „illegaler terroristischer Handlungen“ durch die Gruppe.

## Geschichte
Nach dem Ende des Kosovo-Krieges im Jahr 1999 wurde eine 5 km lange „Ground Safety Zone“ (GSZ) zwischen dem Kosovo und dem Inneren Serbiens eingerichtet. Einheiten der Jugoslawischen Armee (VJ) waren dort nicht zugelassen, und nur die leicht bewaffneten Kräfte des serbischen Innenministeriums blieben in dem Gebiet.
Die Sperrzone umfasste das mehrheitlich albanische Dorf Dobrosin, nicht aber Preševo. Die serbische Polizei musste aufhören, in der Gegend zu patrouillieren, um nicht in einen Hinterhalt zu geraten. Albanische Politiker, die gegen die UÇK waren, wurden angegriffen, darunter Zemail Mustafi (der Vizepräsident der Bujanovac-Sektion der Sozialistischen Partei Serbiens von Slobodan Milošević), der ermordet wurde.
Zwischen dem 21. Juni 1999 und dem 12. November 2000 wurden 294 Anschläge registriert, die meisten davon (246) in Bujanovac, 44 in Medveđa und sechs in Preševo. Bei diesen Angriffen wurden 14 Menschen getötet (davon sechs Zivilisten und acht Polizisten), 37 Personen verletzt (zwei UN-Beobachter, drei Zivilisten und 34 Polizisten) und fünf Zivilisten entführt. Bei ihren Angriffen setzte die UÇPMB hauptsächlich Sturmgewehre, Maschinengewehre, Mörser und Scharfschützengewehre ein, gelegentlich aber auch RPGs, Handgranaten sowie Panzerabwehr- und Antipersonenminen.
Als die Situation eskalierte, erlaubte die NATO der VJ am 24. Mai 2001, die entmilitarisierte Zone zurückzuerobern, und gab der UÇPMB gleichzeitig die Möglichkeit, sich der Kosovo-Truppe (KFOR) zu stellen, die versprach, nur ihre Waffen mitzunehmen und ihre Namen zu notieren, bevor sie sie freiließen. Mehr als 450 UÇPMB-Mitglieder nutzten die „Screen and Release“-Politik der KFOR, darunter auch Kommandant Shefket Musliu, der sich kurz nach Mitternacht des 26. Mai 2001 an einem Kontrollpunkt entlang der GSZ der KFOR stellte.

## Nachwirkungen
Als Nächstes zog die ehemalige UÇK nach Westmazedonien, wo sie die Nationale Befreiungsarmee gründete, die 2001 gegen die mazedonische Regierung kämpfte.

## Bemerkenswerte Persönlichkeiten
- Shefket Musliu (höchster Kommandant)[5]
- Muhamet Xhemajli (zweiter Kommandant)
- Ridvan Qazimi „Lleshi“ † (dritter Kommandant)
- Njazi Azemi „Mjekrra“ † (Kommandant)
- Pacir Shicri (Sprecher)[6]
- Tahir Dalipi (Sprecher)
- Jonuz Musliu
- Shaqir Shaqiri
- Mustafa Shaqiri
- Nagip Ali
- Orhan Rexhepi
- Lirim Jukupi
- Arben Ramadani †